# کوبوک (آلاسکا)
کوبوک (به انگلیسی: Kobuk) شهری در بخش نورث‌وست آرکتیک، آلاسکا ایالت آلاسکا است که جمعیت آن در سرشماری سال ۲۰۰۰ میلادی ۱۰۹ نفر بوده‌است.